# Stara Grabda
Stara Grabda – część wsi Janina w Polsce, położona w województwie świętokrzyskim, w powiecie buskim, w gminie Busko-Zdrój.
W latach 1975–1998 Stara Grabda administracyjnie należała do województwa kieleckiego.